# Diborure de rhénium
Le diborure de rhénium (ReB2) est un matériau superdur synthétique. La première synthèse a été décrite en 1962. La dureté du diborure de rhénium a été remise en question, bien qu'il ait été démontré que ce matériau pouvait rayer du diamant. La production du diborure de rhénium ne nécessite pas l'emploi de fortes pressions comme pour les autres matériaux superdurs, tel le nitrure de bore cubique, ce qui fait que sa fabrication est peu coûteuse. Cependant, le rhénium lui-même est un métal cher. Le composé est formé d'un mélange de rhénium, connu pour sa résistance aux fortes pressions, et de bore qui forme des  liaisons covalentes courtes et fortes avec le rhénium.

## Synthèse
Le diborure de rhénium peut être synthétisé par au moins trois méthodes différentes à pression atmosphérique standard : la métathèse en phase solide, la fusion dans un arc électrique et le chauffage direct des éléments.
Dans la réaction de métathèse, le trichlorure de rhénium et le diborure de magnésium sont mélangés et chauffés sous atmosphère inerte, et le sous-produit formé, le chlorure de magnésium, est éliminé. Un excès de bore est nécessaire pour prévenir la formation d'autres phases, comme Re7B3 et Re3B.
Dans la méthode de fusion dans un arc électrique, le rhénium et le bore sont mélangés sous forme de poudre sous atmosphère inerte et un fort courant électrique traverse le mélange.
Dans la méthode de réaction directe, le mélange rhénium-bore est scellé sous vide et maintenu à une température de 1 000 °C pendant cinq jours.
Les deux dernières  méthodes sont capables de produire du ReB2 pur sans d'autres phases, comme confirmé par cristallographie aux rayons X.

## Propriétés
La dureté du ReB2 montre une très forte anisotropie du fait de sa structure cristalline hexagonale en couches. Cette dureté (HV ~ 22 GPa) est bien plus faible que celle du diamant, et est comparable au carbure de tungstène, au carbure de silicium, au diborure de titane ou au diborure de zirconium.
ReB2 réagit lentement avec l'eau pour donner un hydroxyde.
Deux facteurs contribuent à la dureté du diborure de rhénium : une grande densité des électrons de valence, et la présence de nombreuses liaisons covalentes courtes,. Le rhénium a l'une des plus fortes densités d'électrons de valence parmi les métaux de transition (476 électrons/nm3, à comparer à 572 électrons/nm3 pour l'osmium et 705 électrons/nm3 pour le diamant). L'ajout de bore ne nécessite qu'une expansion de 5 % de la structure cristalline du rhénium, car les petits atomes de bore remplissent les interstices des atomes de rhénium. De plus, les électronégativités du rhénium et du bore sont assez proches (1,9 et 2,04 sur l'échelle de Pauling) pour former des liaisons covalentes dans lesquelles les électrons sont partagés de façon pratiquement équitables.